# Þórarinn Skeggjason
Þórarinn Skeggjason (fl. XI secolo) è stato uno scaldo islandese dell'XI secolo.
Secondo lo Skáldatal, fu poeta di corte del re di Norvegia Haraldr harðráði. Compose una drápa sul re. Solo mezza stanza si è salvata all'interno delle saghe dei re. Dice che Haraldr rapì l'imperatore bizantino Costantino IX Monomaco. Questo episodio viene citato anche da Þjóðólfr Arnórsson nel suo Sexstefja.